# Sporopodiopsis
Sporopodiopsis — рід грибів родини Pilocarpaceae. Назва вперше опублікована 1997 року.